# Punta Rassa
Punta Rassa ist ein census-designated place (CDP) im Lee County im US-Bundesstaat Florida. Das U.S. Census Bureau hat bei der Volkszählung 2020 eine Einwohnerzahl von 1.620 ermittelt.

## Geographie
Punta Rassa befindet sich an der Mündung des Caloosahatchee River in den Golf von Mexiko und rund 15 Kilometer südwestlich von Fort Myers. Tampa liegt etwa 220 Kilometer und Miami 230 Kilometer entfernt.

## Demographische Daten
Laut der Volkszählung 2010 verteilten sich die damaligen 1750 Einwohner auf 1436 Haushalte. Die Bevölkerungsdichte lag bei 286,9 Einw./km². 99,0 % der Bevölkerung bezeichneten sich als Weiße, 0,9 % als Afroamerikaner und 0,2 % als Asian Americans. 0,5 % der Bevölkerung bestand aus Hispanics oder Latinos.
Im Jahr 2010 lebten in 1,7 % aller Haushalte Kinder unter 18 Jahren sowie 91,2 % aller Haushalte Personen mit mindestens 65 Jahren. 44,7 % der Haushalte waren Familienhaushalte (bestehend aus verheirateten Paaren mit oder ohne Nachkommen bzw. einem Elternteil mit Nachkomme). Die durchschnittliche Größe eines Haushalts lag bei 1,51 Personen und die durchschnittliche Familiengröße bei 2,08 Personen.
1,5 % der Bevölkerung waren jünger als 20 Jahre, 1,0 % waren 20 bis 39 Jahre alt, 6,0 % waren 40 bis 59 Jahre alt und 81,4 % waren mindestens 60 Jahre alt. Das mittlere Alter betrug 81 Jahre. 38,2 % der Bevölkerung waren männlich und 61,8 % weiblich.
Das durchschnittliche Jahreseinkommen lag bei 46.228 $, dabei lebten 3,5 % der Bevölkerung unter der Armutsgrenze.
Im Jahr 2000 war Englisch die Muttersprache von 100 % der Bevölkerung.